# Cossypha
Cossypha – rodzaj ptaków z rodziny muchołówkowatych (Muscicapidae).

## Zasięg występowania
Rodzaj obejmuje gatunki występujące w Afryce.

## Morfologia
Długość ciała 15–27 cm, masa ciała 22–69 g.

## Systematyka

### Etymologia
Greckie κοσσυφος kossuphos – „drozd”.

### Podział systematyczny
Do rodzaju należą następujące gatunki:
- Cossypha heuglini Hartlaub, 1866 – złotokos białobrewy
- Cossypha semirufa (Rüppell, 1840) – złotokos rdzawobrzuchy
- Cossypha niveicapilla (Lafresnaye, 1838) – złotokos siwogłowy
- Cossypha albicapillus (Vieillot, 1818) – złotokos duży
- Cossypha dichroa (J.F. Gmelin, 1789) – złotokos rdzaworzytny
- Cossypha heinrichi Rand, 1955 – złotokos białogłowy
- Cossypha natalensis A. Smith, 1840 – złotokos rudogłowy
- Cossypha cyanocampter (Bonaparte, 1850) – złotokos niebieskoskrzydły